# 八日市東映劇場
八日市東映劇場（ようかいちとうえいげきじょう）は、かつて存在した日本の映画館である。明治末年、滋賀県神崎郡八日市町（現在の同県東近江市八日市金屋）に開館した清楽館（せいらくかん）を前身とし、1916年（大正5年）前後に芝居小屋大正座（たいしょうざ）として改めて開館した。映画館として本格的に稼働したのは、第二次世界大戦後の1948年（昭和23年）10月からで、1957年（昭和32年）には八日市東映大正座（ようかいちとうえいたいしょうざ）と改称、東映の封切館となった。1960年（昭和35年）1月には隣地に八日市シネマ（ようかいちシネマ）が他資本（八日市興業）によって新設され、やがて2館は経営統合される。1970年（昭和45年）に八日市東映劇場、1972年（昭和47年）に八日市シネマがそれぞれ閉館した。
本項では、同2館について扱う。

## 沿革
- 明治末年 - 清楽館開館[1][2]
- 1916年前後 - 芝居小屋大正座として開館[1][2][16]
- 1948年10月 - 映画館に転向[3][4][5][6][7][16]
- 1957年 - 八日市東映大正座と改称、東映の封切館となる[7][8]
- 1960年1月 - 隣地に八日市シネマを八日市興業が新設・開館[2][9]
- 1970年 - 八日市東映劇場、閉館[2][14][15]
- 1972年 - 八日市シネマ、閉館[2][15]

## データ
- 所在地 : 滋賀県八日市市金屋1丁目6番9号[13][14][15]
  - 現在の同県東近江市八日市金屋1丁目6番9号、現況は一般住宅地[17]
  - 開館時の同県神崎郡八日市町大字金屋641番地[4]、のちの同県八日市市金屋町641番地[5][6][10]

北緯35度6分37秒 東経136度11分45秒 / 北緯35.11028度 東経136.19583度
- 経営 : 
  1. 村田徳蔵 （1948年[5] - 1962年[4][10][6]）
  2. 小林和吉 （八日市興業、1960年[10] - 1972年[13][14][15]）
- 支配人 : 
  1. 村田啓蔵 （1950年前後[5] - 1962年[6]）
  2. 小林正和 （1960年 - 1972年[13][14][15]）
- 構造 : 木造二階建 [4][5][10][13][14]
  - 八日市シネマ : 鉄筋コンクリート造二階建 [10][13][14][15]
- 観客定員数 : 700名（1951年[4]） ⇒ 640名（1955年[5]） ⇒ 500名（1956年[6]） ⇒ 550名（1961年[10]） ⇒ 400名（1967年[13]）
  - 八日市シネマ : 500名（1961年[10]） ⇒ 300名（1967年 - 1972年[15]）

## 概要

### 芝居小屋の時代

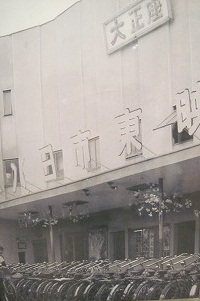
八日市東映大正座、1960年（昭和35年）前後の写真。

正確な時期は不明であるが、明治末年、滋賀県神崎郡八日市町大字金屋641番地（現在の同県東近江市八日市金屋1丁目6番9号）に清楽館として開館している。1913年（大正2年）12月29日、湖南鉄道（現在の近江鉄道八日市線）が新八幡駅（現在の近江八幡駅） - 八日市口駅（現在の新八日市駅）間を開通しているが、それに先立つ同月21日、この清楽館で竣工式を行っている。同館を前身とし、1916年（大正5年）前後に芝居小屋大正座として改めて開館している。同館の開館には、大字金屋字出町に屋敷を構えていた呉服商・質商の熊木治右衛門（1894年 - 没年不詳、先代は二代目八日市町長）が本家屋敷を新道入口に移転したことで広大な土地が生じたため、用地の提供と資金の援助を行うことができた。同館は、1898年（明治31年）7月24日に開業した八日市駅のある大字浜野（現在の八日市浜野町）の南にあり、近江八幡からの終点である八日市口駅の東側、延命公園の南東、八風街道の北に位置した。御代参街道の東、大凧通り（滋賀県道13号彦根八日市甲西線）の西、野々宮神社に隣接していた。
八日市町の八日市飛行場誘致のための八日市第一回町民大会を開催したのは、同館においてであった。その席上で招聘が宣言された飛行士フランク・チャンピオンは、1917年（大正6年）5月、来日して同地を訪れ、同年10月30日、高知県土佐郡朝倉村（現在の同県高知市朝倉）の朝倉練兵場で墜落死した。八日市には、延命公園の相撲興行を常設化した萬歳館が明治末年に建てられ、同館の南東に大谷座という芝居小屋ができたが1902年（明治35年）4月14日に火災により焼失、同時期に延命新地につくられた歌舞練場はいろは館と名を変えて存続した。これら演芸・芝居の小屋のうち、萬歳館だけがのちに1928年（昭和3年）6月に映画館化してバンザイ館（のちの八日市協楽映画劇場・八日市昭和映劇、経営・横畑耕夫）になった。

### 映画の時代
大正座が映画館として本格的に稼働したのは、第二次世界大戦後の1948年（昭和23年）10月からであった。当時の経営者は村田徳蔵、支配人は村田啓蔵、観客定員数は700名、興行系統は東宝の二番館、およびヨーロッパ映画、セントラル映画社が配給したアメリカ映画の混映館であった。村田徳蔵は、もともと大正座に隣接した繭市場の経営者であった。
戦前から八日市で映画館として稼働していたバンザイ館は、1940年（昭和15年）1月に火災で焼失し、同年11月に再建されて昭和映画劇場（昭映、経営・堀井昭典）と改称しており、この時期には、大映の九番館・松竹の六番館として、大正座と興行を棲み分けていた。1954年（昭和29年）8月15日には八日市町が近隣町村と合併して八日市市になり、同年には同館の興行系統は新東宝・大映・東宝に変わり、昭映が混映館になるとともに、翌年1955年（昭和30年）には木造の昭映に隣接して、東宝・日活および洋画系を上映する鉄骨建の映画館、協楽映画劇場（協映、経営・堀井昭典）が開館し、昭映の興行系統が松竹・大映・洋画系に変わり、同館についても、東映・新東宝の封切館に変わっている。1957年（昭和32年）には八日市東映大正座と改称、東映の封切館となった。
1959年（昭和34年）1月6日、八日市興業を設立した小林和吉が、1960年（昭和35年）1月、同館の隣地にあった繭市場跡に鉄骨建、観客定員数500名の八日市シネマを新設、日活および洋画系の映画館として開館した。八日市興業は、八日市東映大正座の経営者である村田徳蔵を取締役に迎えていたが、1963年（昭和38年）には村田は退任している。同時期、八日市東映大正座は八日市東映劇場に改称しており、その経営は小林和吉の手に渡った。1960年代後半には、八日市東映劇場では日活・東映の作品、八日市シネマでは洋画混映で上映していた。
1970年（昭和45年）には八日市東映劇場、1972年（昭和47年）には八日市シネマがそれぞれ閉館した。同館が所在した八日市市は、近隣の町と合併して、2005年（平成17年）2月11日には東近江市になった。閉館からすでに40年以上が経過、2013年（平成25年）3月時点の同館跡地は一般住宅地である。

## 八日市興業
- 社名 : 八日市興業株式会社（ようかいちこうぎょう）[11][12]
- 所在地 : 滋賀県八日市市金屋町（現在の同県東近江市八日市金屋）
- 創立 : 1959年1月6日
- 資本金 : 500万円（1963年[11] - 1964年[12]）
- 代表 : 取締役社長 小林和吉
  - 取締役 : 西堀泰一、松浦嘉和、村田徳蔵（1963年退任[12]）、奥峰雄
  - 監査役 : 高村勘兵衛、広瀬葉月
- 従業員数 : 15名
- 事業場 : 八日市東映劇場、八日市シネマ